# Geburtenüberschuss
Geburtenüberschuss ist ein Begriff in der Demografie, der einen Zustand beschreibt, bei dem in einem bestimmten Gebiet in einer bestimmten Zeit mehr Menschen geboren werden als sterben. Der Duden definiert einen Geburtenüberschuss als „das Überwiegen der Geburten gegenüber den Sterbefällen“.
Die natürliche Bevölkerungsentwicklung, also die Differenz aus Geburten und Sterbefällen, ist in einem solchen Fall positiv. Steht einem Geburtenüberschuss nicht eine höhere negative Wanderungsbilanz (ein negativer Wanderungssaldo bzw. ein Wanderungverlust) gegenüber, kommt es zu einem Anstieg der Bevölkerungszahl.
Ist die natürliche Bevölkerungsentwicklung negativ, spricht man von einem Sterbeüberschuss oder Geburtendefizit.
In Deutschland gab es im Jahr 2014 nur in den Bundesländern Berlin und Hamburg einen Geburtenüberschuss. Im Saarland und in Sachsen-Anhalt ersetzten die Geburten nur noch zu 53 und 54 Prozent die Todesfälle. Einen deutschlandweiten Geburtenüberschuss gab es zuletzt im Jahr 1971.